# Rudolf Baumgartner

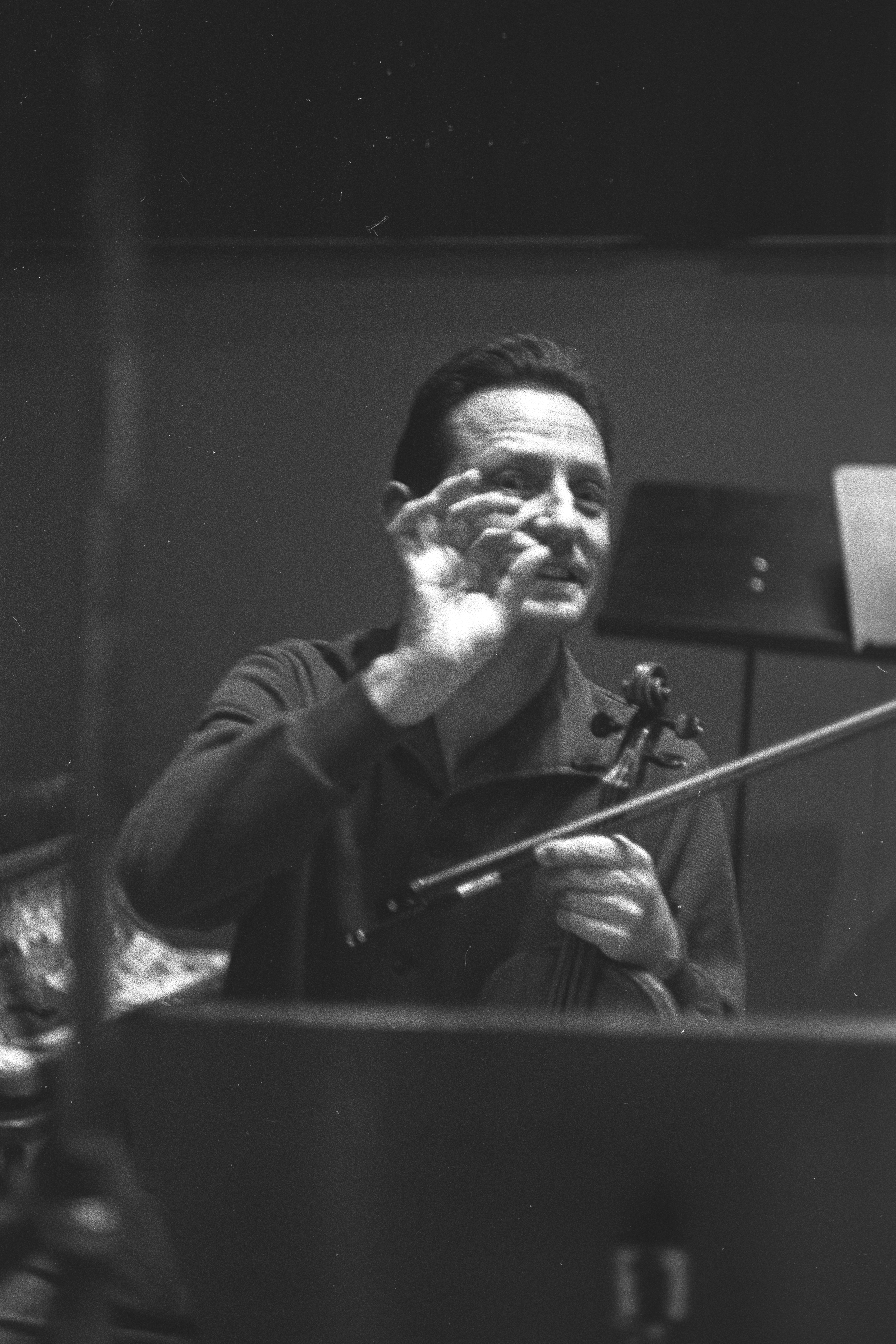
Rudolf Baumgartner (Foto Herbert Maeder 1956)

Rudolf Baumgartner (* 14. September 1917 in Zürich; † 22. März 2002 in Siena) war ein Schweizer Violinist, Dirigent und Bearbeiter von Werken klassischer Musik.

## Leben

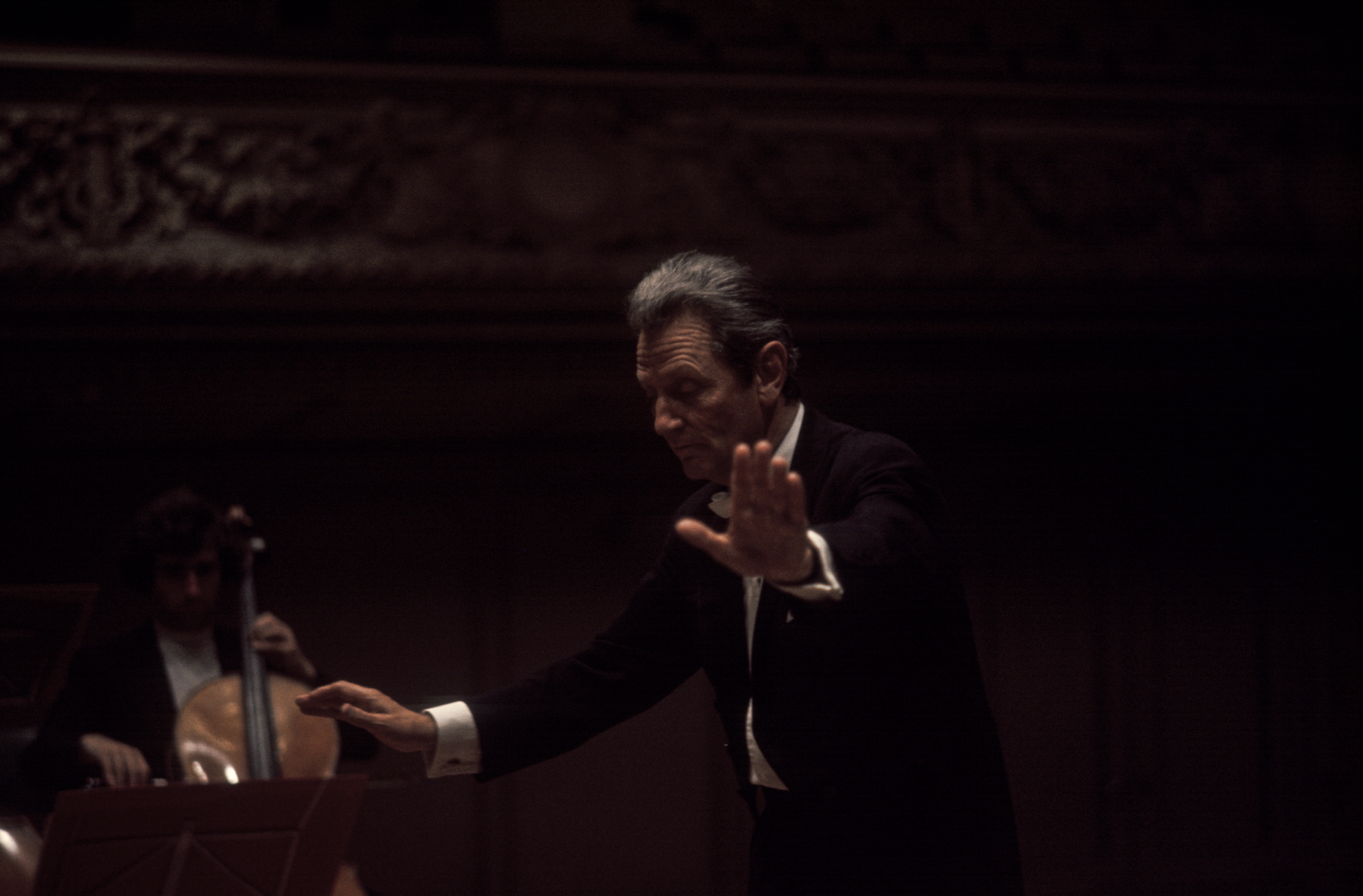
Rudolf Baumgartner (1984)

Rudolf Baumgartner studierte Violine bei Stefi Geyer, deren Kammermusik-Partner er im Stefi-Geyer-Quartett war. Danach unternahm weitere Violinstudien in Paris und Wien. Bis 1956 war er Zweiter Konzertmeister im Collegium Musicum Zürich. 1943 heiratete er die Zürcher Bildhauerin Katharina Sallenbach. 1945 war er Mitbegründer des Zürcher Kammerorchesters. 1956 gründete er zusammen mit Wolfgang Schneiderhan, dessen Assistent er in den Meisterkursen Luzern und Salzburg bis 1959 war, das Kammerorchester Festival Strings Lucerne, deren Leiter er bis 1998 war. Von 1960 bis 1987 war er Leiter des Luzerner Konservatoriums. 1968 wurde er zum Künstlerischen Direktor der "Internationalen Musikfestwochen" (heute Lucerne Festival) berufen (bis 1980). 1979 erhielt er den Innerschweizer Kulturpreis und 1991 wurde er Ehrenbürger der Stadt Luzern.
Er vergab auch Kompositionsaufträge an namhafte Komponisten wie z. B. Peter Mieg: So 1950 das Divertimento für Oboe und Streichtrio oder 1978 das Triple concerto dans le goût italien für Violine, Viola, Violoncello und Streichorchester.